# Ласло Кесеї
Ласло Кесеї (угор. Keszei László, нар. 1911 — пом.?) — угорський футболіст, що грав на позиції нападника. 
Виступав у складі клубу з Будапешта «Тереквеш», що у 30-х – 40-х роках балансував між першим та другим угорськими дивізіонами. Загалом в елітній лізі на рахунку Кесеї 56 зіграних матчів і 25 забитих м'ячів. Найвдалішим для гравця став сезон 1937-38, коли він забив 17 голів і увійшов до десятки найкращих бомбардирів чемпіонату, хоча це й не врятувало клуб від вильоту. 
З 1933 року виступав у складі аматорської збірної Угорщини. В 1934 році відзначився трьома голами у складі цієї команди – двічі у ворота Естонії і одного разу у ворота Фінляндії. Був у заявці команди на Олімпійських іграх 1936 року у Берліні, але на поле не виходив. 